# Сингх, Пунай Пратап
Пунай Пратап Сингх (англ. Punay Pratap Singh, род. 14 сентября 1994) — индийский шоссейный велогонщик.

## Карьера
В 2017 году занял третье место на чемпионате Индии в индивидуальной гонке в категории U23.
В ноябре 2019 года стал чемпионом Индии в групповой гонке которая проходила в Биканере.

## Достижения
2017
3-й на Чемпионат Индии — индивидуальная гонка U23
2019
 Чемпион Индии — групповая гонка